# Ferganocephale adenticulatum
Ferganocephale adenticulatum es la única especie conocida del género extinto 
Ferganocephale (“cabeza de Fergana”)  dinosaurio neornitisquio, considerado inicialmente un paquicefalosauriano basal, que vivió a mediados del período Jurásico, hace aproximadamente 162 millones de años, en el Calloviense, en lo que hoy es Asia. 
La especie tipo, F. adenticulatum, a partir de restos encontrados en Kirguistán fue primariamente descrito por Averianov, Martín y Bakirov en 2005 y se basa únicamente en los dientes de la provincia de Fergana, que datan del calloviano. El holotipo es ZIN PH 34/42, un diente adulto sin uso. La especie tipo es Ferganocephale adenticulatum. El nombre del género combina el nombre de la ubicación que se encontró con el griego kephale, "cabeza", una referencia a las presuntas afinidades con loa paquicefalosaurianos. El nombre específico significa "sin dientes dentados".
Ferganocephale se clasificó originalmente en el grupo Pachycephalosauridae. Sería entonces uno de los paquicefalosáurios  más antiguos conocidos. Sullivan en 2006 discute la clasificación entre los paquicefalosáurios "Algunas de las características [...] son características de dientes de paquicefalosáurios," citando la ausencia de dentículos en los dientes, y termina concluyendo que el espécimen "es muy incompleto para su identificación". Considera al taxón un nomen dubium Aunque los autores admiten que podrían haber sufrido daños si los dientes hubieran sido tragados y digeridos parcialmente, se observan una carencia de la capa del esmalte. Estos dientes, uno de los cuales originalmente era considerado un estegosáurido, también se ha dicho que podría pertenecer a un ceratopsiano basal, de cualquier manera un marginocéfalo.